# Kurt Illing
Kurt Illing (* 25. September 1923 in Lengenfeld (Vogtland); † 2. Januar 2015 in Lauf an der Pegnitz) war ein deutscher Jazz- und Unterhaltungsmusiker (Komposition, Arrangement, Orchesterleitung).

## Leben und Wirken
Illing lernte zunächst Akkordeon. Erste Auftritte hatte er als 10-jähriges musikalisches Wunderkind in Reichenbach. Seine Karriere als Berufsmusiker begann er dann nach dem Zweiten Weltkrieg beim Sender Leipzig als Kurt Illing und seine Rhythmiker; eine erste Platte mit den 1949 eingespielten Titeln „Effekte“ und „Harmonika-Blitze“ erschien auf Amiga.
Anfang der 1950er Jahre flüchtete Illing nach Westdeutschland. Am 13. Februar 1952 begann er seine Tätigkeit im Studio Nürnberg des Bayerischen Rundfunks. Dort war er Leiter des Großen Nürnberger Unterhaltungsorchesters, trat aber in den nächsten Jahrzehnten auch mit seinem eigenen Ensemble, dem Orchester Kurt Illing, und mit dem Studio-Orchester Nürnberg auf. Mit diesen Formationen entstanden zahlreiche Aufnahmen, häufig auch mit prominenten Solisten wie der Sopranistin Marita Král, dem Schlagersänger Fred Bertelmann oder dem Jazzsaxophonisten Ed Sperber.

## Werke

### Kompositionen
- Wettlauf. Rühle / Kaun, Regensburg 1950
- Flotter Start. Rühle, Regensburg 1953
- Nur einmal noch …. Risi-Ton-Verlag, Berlin 1954
- Für Dich allein klingt dieses Lied. Edition Corso, Berlin [1954]
- Du bist so lieb. Siegel, München 1955
- Assunta. Rühle, Regensburg 1957
- Pro, contra. Risi-Ton-Verlag, Berlin 1960
- mit Ernst Vallender: Tapetenmuster. Minerva-Music (Böhm), Köln 1960
- Drauf und dran. Preissler, München 1965
- Gaieté parisienne. Beyer, Lauf/Pegnitz [1969]

### Bearbeitungen
- Saverio Seracini: Unterm Weihnachtsbaum. Musikverlag Solami, München [1960]